# Довговеряси
Довговеря́си (рос. Долговерясы, ерз. Долговерясы) — село у складі Краснослободського району Мордовії, Росія. Входить до складу Старосіндровського сільського поселення.
Населення — 73 особи (2010; 122 у 2002).
Національний склад (станом на 2002 рік):
- росіяни — 99 %